# Concejo Municipal de San Diego
El Concejo Municipal de San Diego es el órgano legislativo encargado de dictar las normas que regulen la autonomía funcional del municipio a través de ordenanzas, acuerdos y reglamentos en el Municipio San Diego; también ejerce el control político sobre los órganos ejecutivos del Poder Público Municipal, tal y como establece la Ley Orgánica del Poder Público Municipal.
Está compuesto por nueve concejales, electos en las elecciones del 21 de noviembre de 2021.
De su seno, el Concejo elige una junta directiva compuesta por un presidente y un vicepresidente, y un secretario fuera de su seno.

## Funciones
Artículo 95 de la Ley Orgánica del Poder Público Municipal: Son deberes y atribuciones del Concejo Municipal:
1. Iniciar, consultar a las comunidades y sus organizaciones, discutir y sancionar los proyectos de ordenanzas, incluida la relativa a su Reglamento Interior y de Debates, a fin de proveer a la organización de sus funciones para sancionar las reglas de orden aplicables a sus deliberaciones.
2. Dictar y aprobar su Reglamento Interior y de Debates. En tal Reglamento deberá preverse la persona y el mecanismo para suplir las ausencias temporales o absolutas del Presidente o Presidenta.
3. Aprobar el Plan Municipal de Desarrollo y los planes y demás instrumentos de ordenación urbanística, según lo dispuesto en la legislación respectiva.
4. Ejercer la potestad normativa tributaria del Municipio.
5. Aprobar el presupuesto de gastos que soporte su plan legislativo anual, tomando en cuenta las limitaciones financieras del Municipio.
6. Acordar la participación del Municipio en organizaciones intermunicipales y autorizar la creación, modificación o supresión de órganos desconcentrados o descentralizados, de conformidad con esta Ley.
7. Aprobar el cambio de nombre del Municipio, previa consulta con la población del mismo y de conformidad con las leyes aplicables.
8. Aceptar, previa solicitud motivada del alcalde o alcaldesa, la delegación o transferencia de competencias que le hagan al Municipio.
9. Elegir en la primera sesión de cada año del período municipal, o en la sesión más inmediata siguiente, al Presidente o Presidenta dentro de su seno, y al Secretario o Secretaria fuera de su seno, así como a cualquier otro directivo o funcionario auxiliar que determine su Reglamento Interno.
10. Aprobar las concesiones de servicios públicos o de uso de bienes del dominio público, y lo concerniente a la enajenación de los ejidos y otros inmuebles, previa solicitud motivada del alcalde o alcaldesa.
11. Aprobar la escala de remuneraciones de empleados y obreros al servicio del Municipio, y la de los altos funcionarios, de conformidad con las condiciones y límites establecidos en la legislación que regula sus asignaciones.
12. Ejercer la autoridad en materia del sistema de administración de recursos humanos y, en tal carácter, podrá nombrar, promover, remover y destituir, de conformidad con los procedimientos establecidos en la ordenanza que rija la materia, con excepción del personal de otros órganos del Poder Público Municipal.
13. Promover los mecanismos que legalmente le estén conferidos y que contribuyan a garantizar en forma eficiente, suficiente y oportuna la participación ciudadana en el proceso de formación, ejecución, control y evaluación de la gestión pública municipal.
14. Autorizar al alcalde o alcaldesa, oída la opinión del síndico o síndica municipal, para desistir de acciones y recursos, convenir, transigir y comprometer en árbitros.
15. Nombrar el personal de las oficinas del Concejo Municipal, de la Secretaría y del Cronista del Municipio.
16. Imponer, de acuerdo con lo establecido en la Constitución de la República Bolivariana de Venezuela y las leyes, las sanciones de suspensión e inhabilitación para el desempeño del cargo de concejal o concejala.
17. Aprobar el Plan de Inversión Municipal, contenido en el proyecto de Ordenanza del Presupuesto presentado por el Consejo Local de Planificación Pública, conforme al mecanismo presentado en la Ley de los Consejos Locales de Planificación Pública.
18. Autorizar al alcalde o alcaldesa para ausentarse por más de quince días de la Alcaldía.
19. Autorizar créditos adicionales al presupuesto de ingresos y gastos del ejercicio económico financiero del Municipio.
20. Ejercer funciones de control sobre el gobierno y la administración pública municipal, en los términos consagrados en la Constitución de la República Bolivariana de Venezuela y en esta Ley.
21. Los concejales y concejalas deberán presentar dentro del primer trimestre del ejercicio fiscal respectivo, de manera organizada y pública, a los electores de la jurisdicción correspondiente, la rendición de su gestión legislativa y política del año inmediatamente anterior; en caso contrario, se le suspenderá la dieta hasta su presentación.
22. Organizar toda la normativa referente a la justicia de paz en el Municipio.
23. Las demás que le confieran las leyes, ordenanzas y otros instrumentos jurídicos aplicables.

## Elección
Los concejales son electos por elección universal, directa y secreta de los ciudadanos registrados en la jurisdicción electoral del Municipio San Diego. San Diego, a diferencia de la mayoría de los municipios de Venezuela, posee una sola parroquia, por lo que todos los concejales son electos por todo el municipio. El método de elección es un sistema combinado: 60 % por representación proporcional, utilizando el método de listas cerradas y bloqueadas por el sistema D'Hont y 40 % por voto nominal, es decir, por mayoría.
El período de un concejal es de 4 años con derecho a reelección.

## Presidentes del Concejo Municipal
| Titular                | Partido | Partido | Período   | Ref    |
| ---------------------- | ------- | ------- | --------- | ------ |
| Aníbal Montenegro      |         | AD      | 1996–1997 |        |
| Olivia de Chirinos     |         | PROCA   | 1997–1998 |        |
| Freddy González        |         | COPEI   | 1998–1999 | [ 2 ]  |
| Jesús Veroes Casadiego |         | SEG     | 1999–2001 | [ 3 ]  |
| Juan Pereira           |         | PRVZL   | 2001–2004 | [ 4 ]  |
| Jorge Domínguez        |         | ESD     | 2004–2005 | [ 5 ]  |
| Jesús Muscarneri       |         | CC      | 2005–2007 | [ 6 ]  |
| Vicente Scarano M.     |         | CC      | 2007–2013 | [ 7 ]  |
| Jesús Muscarneri       |         | CC      | 2013–2014 | [ 8 ]  |
| Ronald González        |         | PJ      | 2014–2016 | [ 9 ]  |
| Jesús Muscarneri       |         | CC      | 2016–2017 | [ 10 ] |
| Vicente Scarano M.     |         | CC      | 2017–2018 | [ 11 ] |
| Antonio Aure           |         | VP      | 2018–2019 | [ 12 ] |
| Juan Matos Rodríguez   |         | PSUV    | 2019–2021 |        |
| María Francischiello   |         | CC      | 2021–2022 | [ 13 ] |
| Douglas Jiménez        |         | AD      | 2022–2023 | [ 14 ] |
| Ángel Luna Lira        |         | VV      | 2023–2024 | [ 15 ] |
| Vicente Scarano M.     |         | CC      | 2024–2025 | [ 16 ] |
| Luis Cuicar            |         | FV      | 2025–2026 | [ 17 ] |

## Composición actual
Para el período 2025-2029, la fracción de Fuerza Vecinal y aliados cuenta con mayoría calificada.
| 7             | 2    |
| FV + UNT + AD | PSUV |

| Concejales        | Partido político / Alianza | Partido político / Alianza |
| ----------------- | -------------------------- | -------------------------- |
| Omar Añez         |                            | Fuerza Vecinal             |
| Luis Cuicar       |                            | Fuerza Vecinal             |
| Rodoumar Soler    |                            | Fuerza Vecinal             |
| Israel Figueredo  |                            | Fuerza Vecinal             |
| Carla Escalante   |                            | Fuerza Vecinal             |
| Reina Pérez       |                            | Un Nuevo Tiempo            |
| Renny Bonalde     |                            | Acción Democrática         |
| Mayely Colmenares |                            | PSUV                       |
| Yessica Rodríguez |                            | PSUV                       |

## Composición histórica
Período 1995 - 2000:
| Concejales         | Partido político / Alianza |
| ------------------ | -------------------------- |
| Giuseppe Corbino   | COPEI                      |
| Freddy González    | COPEI                      |
| Elizabeth Figueroa | COPEI                      |
| Ángel Navas        | AD                         |
| Anibal Montenegro  | AD                         |
| José Valera        | PROCA                      |
| Olivia de Chirinos | PROCA                      |

Período 2000 - 2005:
| Concejales        | Partido político / Alianza |
| ----------------- | -------------------------- |
| Ramón Carvallo    | MVR                        |
| Pablo Herrera     | MVR                        |
| Carlos Zamora     | MVR                        |
| Juan Pereira      | PRVZL                      |
| Edgar Roldán      | PRVZL                      |
| Jorge Domínguez   | Seguimos                   |
| Margarita de Ruiz | Seguimos                   |

Período 2005 - 2013:
| Concejales         | Partido político / Alianza |
| ------------------ | -------------------------- |
| Jesús Muscarneri   | COPEI                      |
| José Zamora        | COPEI                      |
| Vicente Scarano M. | COPEI                      |
| Efraín López       | AD                         |
| Carmen Hernández   | PRVZL                      |
| Jesús Granados     | MVR                        |
| Mahuampy Castillo  | MVR                        |

Período 2013 - 2018:
| Concejales         | Partido político / Alianza |
| ------------------ | -------------------------- |
| Ronald González    | PJ MUD                     |
| Rosa Brandonisio   | CC MUD                     |
| Vicente Scarano M. | CC MUD                     |
| Jesús Muscarneri   | CC MUD                     |
| Antonio Aure       | VP MUD                     |
| Ángel Luna         | VP MUD                     |
| Douglas Jiménez    | AD MUD                     |

Período 2018 - 2021:
| Concejales         | Partido político / Alianza |
| ------------------ | -------------------------- |
| Víctor Arias       | PSUV                       |
| Zuleidi Lugo       | PSUV                       |
| Juan Rodríguez     | PSUV                       |
| María Arzola       | PSUV                       |
| Nilemi Espinoza    | PSUV                       |
| Douglas Cerezo     | PSUV                       |
| Juan Palencia      | PSUV                       |
| Oliver Ávila       | PSUV                       |
| Vicente Scarano M. | ConEnzo                    |

Período 2021 - 2025:
| Concejales           | Partido político / Alianza |
| -------------------- | -------------------------- |
| Samuel Rodríguez     | PJ MUD                     |
| Reina Pérez          | UNT MUD                    |
| Ángel Luna           | VV MUD                     |
| Douglas Jimenez      | AD MUD                     |
| Carmen Hernández     | CC MUD                     |
| Vicente Scarano M.   | CC MUD                     |
| María Francischiello | CC MUD                     |
| John Montoya         | PSUV                       |
| María Araujo         | PSUV                       |